# Johnlaneia lengaria
Johnlaneia lengaria är en fjärilsart som beskrevs av Orfila och Schajovski 1964. Johnlaneia lengaria ingår i släktet Johnlaneia och familjen mätare. Inga underarter finns listade i Catalogue of Life.